# Szuharbújófélék

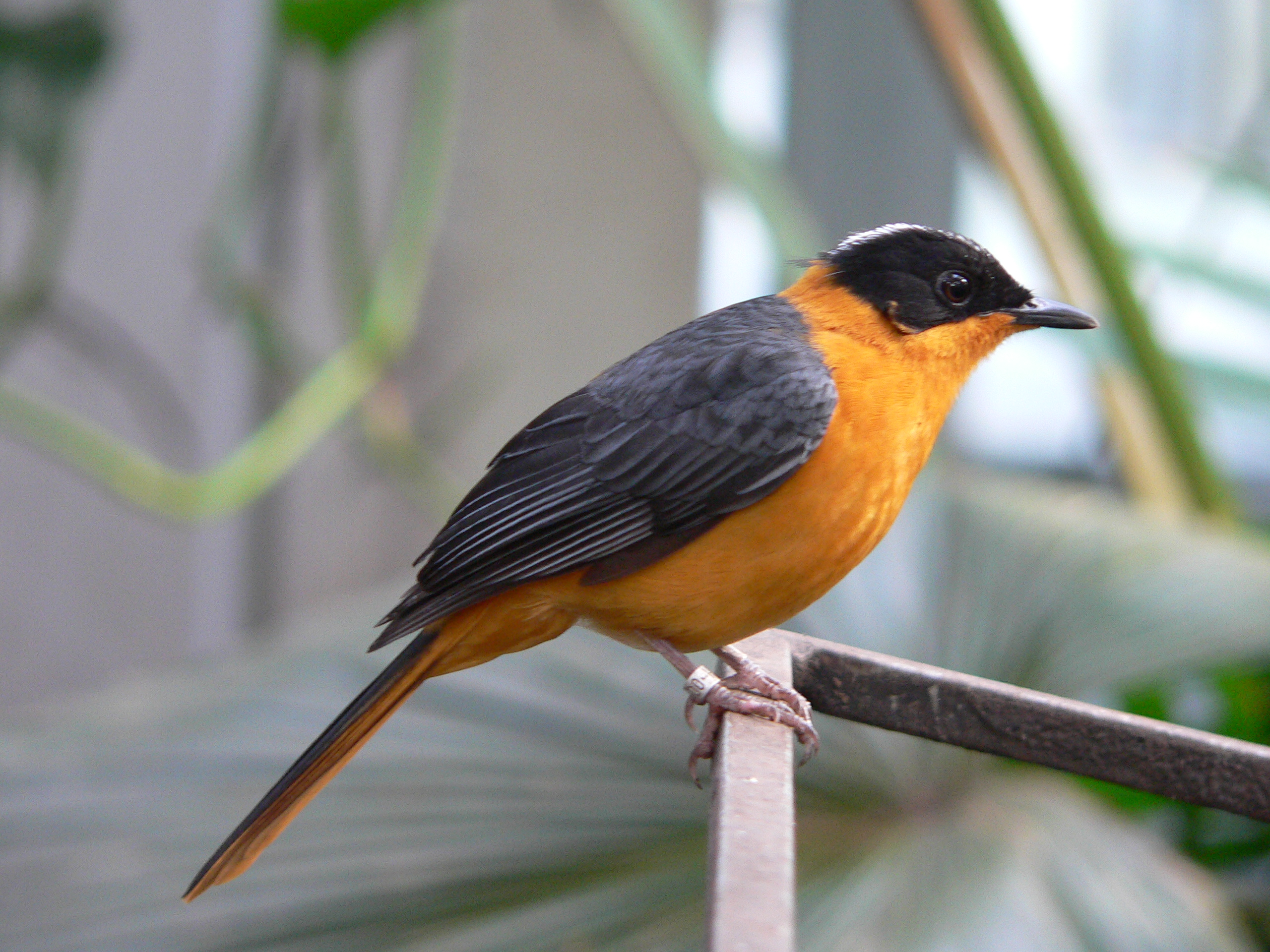
Hypergerus atriceps

A szuharbújófélék vagy afrikai poszátafélék (Cisticolidae) a madarak osztályának verébalakúak (Passeriformes) rendjébe tartozó család.

## Rendszerezés
A családba az alábbi nemek és fajok tartoznak:
- Neomixis – 3 faj
- Cisticola – 55 faj
- Incana  – 1 faj
- Prinia – 22 faj
- Schistolais – 2 faj
- Phragmacia – 1 faj
- Oreophilais – 1 faj
- Heliolais – 1 faj
- Micromacronus – 2 faj
- Urolais – 1 faj
- Oreolais – 2 faj
- Drymocichla – 1 faj
- Spiloptila – 1 faj
- Phyllolais – 1 faj
- Apalis – 24 faj
- Urorhipis – 1 faj
- Malcorus  – 1 faj
- Hypergerus  – 1 faj
- Eminia  – 1 faj
- Camaroptera – 5 faj
- Calamonastes  – 4 faj
- Euryptila  – 1 faj
- Bathmocercus – 2 faj
- Scepomycter – 2 faj
- Orthotomus – 13 faj
- Artisornis – 2 faj
- Poliolais – 1 faj
- Eremomela – 11 faj

Korábban idesorolt fajok:
- Scotocerca  (Sundevall, 1872) – 1 faj 
  - csíkos prínia vagy sivatagi prínia  (Scotocerca inquieta) - különálló családba sorolják Scotocercidae néven

- Rhopophilus  (Giglioli & Salvadori, 1870) – 2 faj - átsorolták az óvilági poszátafélék (Sylvidae) közé 
  - pekingi poszáta (Rhopophilus pekinensis)
  - tarim poszáta (Rhopophilus albosuperciliaris)